# バレット モンク
『バレット モンク』（原題: Bulletproof Monk）は、2003年にアメリカ・カナダ合作で製作されたアクション映画。

## ストーリー
チベットの険しい山奥に建つとある寺院には、僧侶たちが代々守りぬいてきた伝説の巻物があった。その巻物が持つ力は非常に強大で、この世を一瞬で地獄に変えることすらできるという。それを守る役目を、名を捨てた一人の僧侶（チョウ・ユンファ）が受け継ぐことになったのだが、その儀式の直後にナチス親衛隊のストラッカー大佐（カレル・ローデン）達によって寺院は襲撃されてしまう。その結果、無名僧の師匠が殺され、巻物と無名僧は行方不明になってしまうのだった。
それから60年後、現在のニューヨーク。そこでスリを生業にしている若者のカー（ショーン・ウィリアム・スコット）の前に、あの無名僧が60年前と変わらない肉体で現れる。彼は巻物の力によって不老不死の力を得ていたのだ。身体能力に秀で、独学で武術を練習するカーを見て、巻物の守護者を継ぐ素質があると直感する無名僧。だが、巻物を狙っていたストラッカーはいまだに諦めておらず、武器商人となって得た巨額の富を用いて、無名僧を追い詰めようと企んでいた。

## キャスト
| 役名                 | 俳優                           | 日本語吹き替え | 日本語吹き替え |
| 役名                 | 俳優                           | ソフト版       | テレビ東京版   |
| -------------------- | ------------------------------ | -------------- | -------------- |
| ジオ                 | チョウ・ユンファ               | てらそままさき | 磯部勉         |
| カー                 | ショーン・ウィリアム・スコット | 石川禅         | 阪口周平       |
| ジェイド             | ジェイミー・キング             | 水町レイコ     | 根谷美智子     |
| ストラッカー         | カレル・ローデン               | 森田順平       | 羽佐間道夫     |
| ニーナ               | ビクトリア・スマーフィット     | 田中敦子       | 小山茉美       |
| ファンクタスティック | マーカス・ジャン・ピラエ       | 東地宏樹       | 土田大         |
| コジマ               | マコ岩松                       | 石森達幸       | 樋浦勉         |
| クオ                 | ロジャー・ユアン               | 石田圭祐       | 岩崎ひろし     |

- テレビ東京版：初回放送2008年12月11日『木曜洋画劇場』

## スタッフ
- 監督：ポール・ハンター
- 製作：テレンス・チャン、チャールズ・ローヴェン、ダグラス・シーガル、ジョン・ウー
- 脚本：イーサン・リーフ、サイラス・ヴォリス
- 撮影：ステファン・チャプスキー、アンソニー・ノセラ
- 音楽：エリック・セラ